# Pauluma corina
Pauluma corina är en fjärilsart som beskrevs av William Schaus 1911. Pauluma corina ingår i släktet Pauluma och familjen tandspinnare. Inga underarter finns listade i Catalogue of Life.